# Szekszárdi-dombvidék
Szekszárdi-dombvidék este o arie protejată (arie specială de conservare — SAC, sit de importanță comunitară — SCI) din Ungaria întinsă pe o suprafață de 2.446,15 ha, integral pe uscat.

## Localizare
Centrul sitului Szekszárdi-dombvidék este situat la coordonatele 46°18′41″N 18°37′17″E / 46.311389°N 18.621389°E.

## Înființare
Situl Szekszárdi-dombvidék a fost declarat sit de importanță comunitară în mai 2004 pentru a proteja 1 specie de plante și 14 specii de animale. Situl a fost protejat și ca arie specială de conservare în februarie 2010.

## Biodiversitate
Situată în ecoregiunea panonică, aria protejată conține 11 habitate naturale: Păduri panonice-balcanice de stejar turcesc - stejar sesil, Păduri aluvionare cu Alnus glutinosa și Fraxinus excelsior (Alno-Padion, Alnion incanae, Salicion albae), Pajiști stepice subpanonice, Pajiști aluvionare inundabile, de Cnidion dubii, Păduri ilirice de stejar și carpen (Erythronio-Carpinion), Păduri panonice cu Quercus pubescens, Păduri ilirice de Fagus sylvatica (Aremonio-Fagion), Formațiuni de Juniperus communis pe lande sau pajiști calcaroase, Păduri mixte riverane de Quercus robur, Ulmus laevis și Ulmus minor, Fraxinus excelsior sau Fraxinus angustifolia, de-a lungul marilor râuri (Ulmenion minoris), Fânețe de joasă altitudine (Alopecurus pratensis, Sanguisorba officinalis), Pajiști stepice panonice pe loess.
La baza desemnării sitului se află mai multe specii protejate:
- plante (1): sisinei (Pulsatilla grandis)
- amfibieni (2): buhai de baltă cu burta roșie (Bombina bombina), izvoraș-cu-burta-galbenă (Bombina variegata)
- mamifere (5): liliac cârn (Barbastella barbastellus), vidră de râu (Lutra lutra), liliac cu urechi mari (Myotis bechsteinii), liliac comun (Myotis myotis), popândău (Spermophilus citellus)
- nevertebrate (6): croitorul mare al stejarului (Cerambyx cerdo), Isophya costata, rădașcă (Lucanus cervus), fluturele purpuriu (Lycaena dispar), croitorul cenușiu al stejarului (Morimus funereus), Rosalia alpina
- reptile (1): țestoasa de baltă (Emys orbicularis)